# Асцатрян, Егише Тевосович
Егише́ Тево́сович Асцатря́н (арм. Եղիշե Թևոսի Ասծատրյան; 3 сентября [21 августа] 1911, село Чартар[уточнить] Елизаветпольской губернии Российской империи — 2 декабря 2008, Ереван, Армения) — советский армянский государственный и партийный деятель.
Занимая должности председателя Совета народного хозяйства Армянской ССР (1960—1962), секретаря Центрального комитета Коммунистической партии Армении (1962—1966), председателя Комитета народного контроля Армянской ССР (1965—1976), председателя Государственного комитета Совета министров Армянской ССР по материально-техническому снабжению (1976—1986), Егише Тевосович Асцатрян внёс большой вклад в развитие промышленности Армянской ССР. Под его руководством было организовано строительство многих важнейших промышленных предприятий, что привело к укреплению военно-промышленного комплекса республики.
Егише Тевосович Асцатрян был депутатом Верховного Совета СССР VI созыва, депутатом Верховного Совета Армянской ССР IV, V, VII, VIII и XI созывов, членом ЦК КП Армении (1954—1986).

## Биография

### Ранние годы, работа в Донбассе и Монголии
Егише Тевосович Асцатрян родился 3 сентября (21 августа) 1911 года в селе Чартар[уточнить] Елизаветпольской губернии Российской империи (ныне город в Мартунийском районе Арцаха), в семье известного в местности каменщика-кладчика Тевоса Асцатряна. Семья была многодетной, однако вследствие сложных условий некоторые дети умерли, выжили лишь три сына и четыре дочери. Начальное образование Егише Асцатрян получал сначала в сельской школе Чартара, после чего в семилетней школе города Мартуни, которую окончил с отличием. Затем он переехал в город Баку, где учился в армянской средней школе. С юношеских лет, под влиянием старшего брата Арташеса, Егише Асцатрян интересовался литературой и историей, сочинял и публиковал стихи. С целью получения высшего образования он решил поступить на исторический или филологический факультет Ереванского государственного университета, однако его отец настаивал на выборе технической специальности. Таким образом, в 1932 году Асцатрян поступил в Закавказский индустриальный институт в городе Тифлис.
В 1938 году Егише Асцатрян окончил Закавказский индустриальный институт по специальности горного инженера, а в дальнейшем закончил также Высшую партийную школу при ЦК ВКП(б) в Москве. В том же 1938 году он был направлен в Донбасс, где начал трудовую деятельность в качестве начальника участка одной из шахт Донецкого угольного бассейна. Вскоре Асцатрян был назначен старшим инженером, после чего — заместителем главного инженера угольной шахты № 19. За производственные успехи Асцатрян был удостоен правительственной награды. Он был назначен руководителем делегации — группы 45-и рабочих угольных шахт, награждённых орденами и медалями СССР, получивших награды в Московском Кремле из рук Председателя Президиума Верховного Совета СССР М. И. Калинина. В 1939 году, с началом боёв на Халхин-Голе, Асцатрян был назначен главным инженером группы, состоящей из 124-х специалистов, и направлен в Монгольскую Народную Республику. Группа была в распоряжении 57-го особого корпуса под командованием комкора Г. К. Жукова и занималась организацией эксплуатации угольных шахт для обеспечения армии топливом и строительством других военных объектов. После завершения военного конфликта Асцатрян остался в столице МНР — городе Улан-Батор, где получил должность главного инженера горно-рудного треста. С 1940 года он был советником Совета народных комиссаров (с 1946 года — Совета министров) МНР по промышленности и строительству. За заслуги в развитии промышленности Монголии в 1943 году Асцатрян был награждён орденом Трудового Красного Знамени МНР, а в 1945 году, во время советско-японской войны, за оказание помощи фронту — орденом Полярной Звезды. В 1944 году он вступил в ряды ВКП(б)/КПСС. В период работы в МНР Асцатрян познакомился с сотрудницей посольства СССР в МНР Александрой Васильевной Невзоровой (1915—1995), на которой вскоре женился. Свидетелем на их свадьбе был руководитель Монголии — председатель Совета министров МНР Хорлогийн Чойбалсан.

### Работа в Армении
В 1946 году, после истечения срока заграничной командировки, Егише Асцатрян вместе с семьёй переехал в Москву, где был устроен на работу в качестве заведующего отделом научно-технического института Министерства угольной промышленности СССР. Через некоторое время, по постановлению ЦК ВКП(б), Главное управление советского заграничного имущества избрало Асцатряна председателем совместного советско-германского акционерного общества. Однако он, отказавшись от работы в Германии, проявил желание работать в Армянской ССР. Асцатрян, не имевший связей с республикой, обратился за советом к заместителю председателя Совета министров СССР А. И. Микояну, который одобрил его желание, сказав: «в настоящий момент Армения сильно нуждается в качественных кадрах». Вскоре по приказу министра цветной металлургии СССР П. Ф. Ломако Асцатрян получил назначение на должность заместителя директора Канакерского алюминиевого завода. В это время завод, основанный в 1940 году, не находился в состоянии полной готовности и там продолжалось строительство, возобновлённое в 1944 году, после тяжёлого периода Великой Отечественной войны. Вскоре было создано строительно-монтажное управление завода и Асцатрян стал заместителем начальника, затем — его начальником. Он успешно организовывал строительство промышленного предприятия, кроме того — строительство жилых помещений, дорог и объектов культурного назначения. К 1949 году план строительно-монтажных работ был перевыполнен на 44 %. Первую продукцию Канакерский алюминиевый завод выпустил в 1950 году после завершения строительства комплекса цеха электролиза, первая очередь завода вошла в строй 6 июля 1950 года.
После завершения строительства Канакерского алюминиевого завода Егише Асцатрян был назначен заместителем начальника отдела тяжелой промышленности и строительства Коммунистической партии Армении. На этой должности им было организовано строительство автодороги Бюракан — Арагац. В 1952 году, когда было изменено административно-территориальное деление Армянской ССР разделением территории республики на Ереванский, Кироваканский и Ленинаканский округа, Асцатрян занял должность секретаря Ереванского окружного комитета КП Армении по промышленности, строительству и транспорту. С апреля 1953 года Асцатрян был первым секретарём Ереванского Сталинского (в дальнейшем — Ленинского) районного комитета КП Армении, а в 1954 году он был назначен заведующим отделом промышленности, строительства и транспорта ЦК КП Армении. Находясь на этой должности, Асцатрян способствовал строительству многих энергетических и производственных предприятий, а также автомобильных дорог республики, в числе которых: Аргельская (Гюмушская), Арзнийская и Ереванская гидроэлектростанции Севано-Разданского каскада; Разданская, Ереванская и Ванадзорская теплоэлектроцентрали (ТЭЦ); армянский электромашиностроительный завод «Армэлектрозавод» имени Ленина (в дальнейшем вошедший в состав производственного объединения «Армэлектромаш»); Ереванский электроламповый завод (вошедший в состав ПО «Армэлектросвет»); Ереванский завод «Электрон» по промышленному производству математических машин (вошедший в состав ПО «Электрон»); Ереванский кабельный завод имени 40-летия Октября; Ереванский шинный завод; Ереванский релейный завод; Ереванский завод фрезерных станков; автодороги Вайк — Джермук, Армаш — Ехегнадзор. В 1958 году, за достигнутые успехи в организации строительной деятельности, Асцатрян был награждён орденом Трудового Красного Знамени.

#### Руководитель Армянского Совнархоза
В начале 1960 года Егише Асцатрян был назначен на должность председателя Совета народного хозяйства Армянской ССР (Армянский Совет народного хозяйства). СНХ Армянской ССР, организованный в 1957 году с упразднением восьми республиканских и союзно-республиканских министерств, управлял более 250-ю промышленными и строительными предприятиями союзного и республиканского значения, научно-техническими, проектными, экономическими институтами и конструкторскими организациями. Под руководством Асцатряна СНХ Армянской ССР приступил к решению важной проблемы рационального размещения промышленности, обеспечив крестьян работой и предотвратив миграцию из сёл. Совнархозом было выполнено коренное преобразование промышленных предприятий, основаны новые предприятия или созданы филиалы уже существующих во всех административных районах республики, внедрена в производство новая техника, таким образом в республике был образован мощный военно-промышленный комплекс. Лично бывая на предприятиях, Асцатрян общался с инженерно-техническим персоналом, рабочими и своевременно решал необходимые вопросы. Он уделял большое внимание развитию горнорудной промышленности в республике, по его инициативе и при непосредственном участии было организовано строительство Каджаранского (Зангезурского), Агаракского, Дастакертского медно-молибденовых комбинатов, Капанской, Ахталинской обогатительных фабрик, Зодского золотодобывающего рудника, расширен Алавердинский медно-молибденовый комбинат. В результате в Армянской ССР начали производить молибденовый концентрат и алюминий, в короткий срок производство золота, серебра и меди было повышено в 3—4 раза. В 1966 году, после подведения итогов работ, совершённых в период семилетнего плана (1959—1965), за достигнутые успехи в развитии цветной металлургии Асцатрян был награждён орденом Ленина. На должности председателя СНХ Армянской ССР Асцатрян остался до декабря 1962 года.
В декабре 1962 года Егише Асцатрян был назначен на три должности: секретаря ЦК КП Армении, заместителя председателя Совета министров Армянской ССР и председателя Комитета партийно-государственного контроля ЦК КП Армении и Совета министров Армянской ССР. С декабря 1965 года он был председателем Комитета народного контроля Армянской ССР. В 1967 году Асцатрян защитил диссертацию на соискание учёной степени кандидата технических наук, а в 1969 году, расширив объём своего труда, издал монографию «Развитие и совершенствование производства предприятий цветной металлургии Армении». С июля 1976 года Асцатрян был председателем Государственного комитета Совета министров Армянской ССР по материально-техническому снабжению (Госснаб Армянской ССР). На этой должности он способствовал строительству тоннеля Арпа — Севан, Ереванского метрополитена и спортивно-концертного комплекса в Ереване. За достигнутые успехи Асцатрян был награждён вторым орденом Трудового Красного Знамени в 1971 году, а в 1981 году — орденом Дружбы народов. В 1986 году он вышел на пенсию.
Егише Тевосович Асцатрян избирался депутатом Совета Национальностей Верховного Совета СССР VI созыва от Кафанского избирательного округа Армянской ССР, депутатом Верховного Совета Армянской ССР IV, V, VII, VIII и XI созывов. Асцатрян был членом Центрального комитета КП Армении в 1954—1986 годах, членом Бюро ЦК КП Армении в 1960—1981 годах (с перерывами), членом Президиума Совета министров Армянской ССР в 1960—1986 годах. Также Асцатрян был делегатом XXII съезда КПСС и XVII—XXXII съездов КП Армении.
Егише Тевосович Асцатрян скончался 2 декабря 2008 года в Ереване, на 98-м году жизни. Он похоронен в Ереванском городском пантеоне.

## Награды

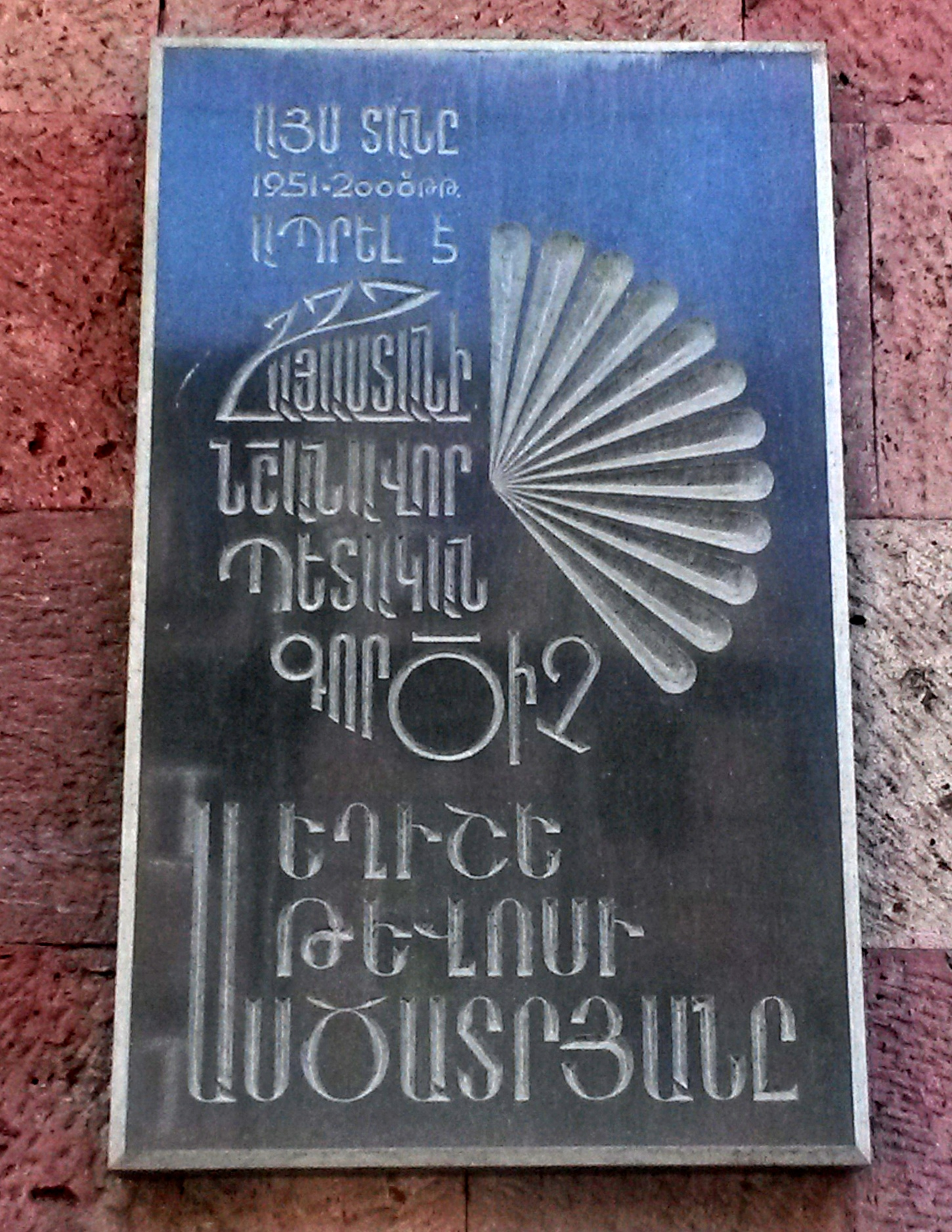
Мемориальная доска на доме в Ереване, где жил Асцатрян в 1951—2008 годах. Проспект Маштоца, 24

- Орден Святого Месропа Маштоца (Армения, 20.09.2004) — за весомый вклад в развитие экономики Армении, активную государственную и общественную деятельность[26][27].
- Орден Ленина (20.05.1966) — за достигнутые успехи в выполнении заданий семилетнего плана по развитию цветной металлургии[23].
- Два ордена Трудового Красного Знамени (9.08.1958 — за достигнутые успехи в строительстве и развитии промышленности строительных материалов[18], 1971)[2].
- Орден Дружбы народов (12.06.1981)[22].
- Медаль «За трудовую доблесть»[12].
- Медаль «За победу над Японией»[12].
- Орден Полярной Звезды (Монгольская Народная Республика, 1945)[12].
- Орден Трудового Красного Знамени (Монгольская Народная Республика, 1943)[12].

## Память
- В Ереване в память о Егише Тевосовиче Асцатряне установлена мемориальная доска на доме, где он жил с 1951 по 2008 год (проспект Месропа Маштоца, дом 24).

## Комментарии
1. ↑  В официальных источниках советского времени годом рождения Егише Тевосовича Асцатряна указывается 1914 год[2][3], как было обозначено в его паспорте, что не соответствует действительности[4].